# Gabriel Suazo
Gabriel Alonso Suazo Urbina (Santiago del Cile, 9 agosto 1997) è un calciatore cileno, centrocampista del Siviglia e della nazionale cilena.

## Carriera
Cresciuto nel Colo-Colo, con cui ha vinto due campionati cileno, tre coppa nazionale e tre supercoppa; nel gennaio 2023 si è trasferito in Europa al Tolosa vincendo, il 29 aprile 2023, la Coppa di Francia in finale contro il Nantes (vittoria per 1-5).

## Statistiche

### Presenze e reti nei club
Statistiche aggiornate al 7 dicembre 2024.
| Stagione         | Squadra          | Campionato       | Campionato | Campionato | Coppe nazionali | Coppe nazionali | Coppe nazionali | Coppe continentali | Coppe continentali | Coppe continentali | Altre coppe | Altre coppe | Altre coppe | Totale | Totale | Totale |
| Stagione         | Squadra          | Comp             | Pres       | Reti       | Comp            | Pres            | Reti            | Comp               | Pres               | Reti               | Comp        | Pres        | Reti        | Pres   | Reti   |        |
| ---------------- | ---------------- | ---------------- | ---------- | ---------- | --------------- | --------------- | --------------- | ------------------ | ------------------ | ------------------ | ----------- | ----------- | ----------- | ------ | ------ | ------ |
| 2015-2016        | Colo-Colo        | PD               | 2+5        | 0+0        | CC              | 9               | 0               | CL                 | 1                  | 0                  | -           | -           | -           | 17     | 0      |        |
| 2016-2017        | Colo-Colo        | PD               | 9+13       | 0+1        | -               | -               | -               | -                  | -                  | -                  | -           | -           | -           | 22     | 1      |        |
| 2017             | Colo-Colo        | PD               | 14         | 0          | CC              | 3               | 1               | CL                 | 0                  | 0                  | SC          | 1           | 0           | 18     | 1      |        |
| 2018             | Colo-Colo        | PD               | 19         | 0          | CC              | 2               | 0               | CL                 | 6                  | 0                  | SC          | 1           | 0           | 28     | 0      |        |
| 2019             | Colo-Colo        | PD               | 23         | 3          | CC              | 3               | 0               | CS                 | 1                  | 0                  | -           | -           | -           | 27     | 3      |        |
| 2020             | Colo-Colo        | PD               | 29+1       | 1          | -               | -               | -               | CL                 | 6                  | 1                  | SC          | 1           | 0           | 37     | 2      |        |
| 2021             | Colo-Colo        | PD               | 25         | 0          | CC              | 7               | 0               | -                  | -                  | -                  | -           | -           | -           | 32     | 0      |        |
| 2022             | Colo-Colo        | PD               | 26         | 3          | CC              | 3               | 0               | CL+CS              | 6+2                | 0                  | SC          | 1           | 0           | 38     | 3      |        |
| Totale Colo Colo | Totale Colo Colo | Totale Colo Colo | 166        | 8          |                 | 27              | 1               |                    | 22                 | 1                  |             | 4           | 0           | 219    | 10     |        |
| gen.-giu. 2023   | Tolosa           | L1               | 18         | 0          | CF              | 4               | 1               | -                  | -                  | -                  | -           | -           | -           | 22     | 1      |        |
| 2023-2024        | Tolosa           | L1               | 31         | 0          | CF              | 2               | 0               | UEL                | 8                  | 2                  | SF          | 1           | 0           | 42     | 2      |        |
| 2024-2025        | Tolosa           | L1               | 12         | 0          | CF              | -               | -               | -                  | -                  | -                  | -           | -           | -           | 12     | 0      |        |
| Totale Tolosa    | Totale Tolosa    | Totale Tolosa    | 61         | 0          |                 | 6               | 1               |                    | 8                  | 2                  |             | 1           | 0           | 76     | 3      |        |
| Totale carriera  | Totale carriera  | Totale carriera  | 227        | 8          |                 | 33              | 2               |                    | 30                 | 3                  |             | 5           | 0           | 295    | 13     |        |

### Cronologia presenze e reti in nazionale

#### Nazionale maggiore
| Cronologia completa delle presenze e delle reti in nazionale ― Cile | Cronologia completa delle presenze e delle reti in nazionale ― Cile | Cronologia completa delle presenze e delle reti in nazionale ― Cile | Cronologia completa delle presenze e delle reti in nazionale ― Cile | Cronologia completa delle presenze e delle reti in nazionale ― Cile | Cronologia completa delle presenze e delle reti in nazionale ― Cile | Cronologia completa delle presenze e delle reti in nazionale ― Cile | Cronologia completa delle presenze e delle reti in nazionale ― Cile |
| Data                                                                | Città                                                               | In casa                                                             | Risultato                                                           | Ospiti                                                              | Competizione                                                        | Reti                                                                | Note                                                                |
| ------------------------------------------------------------------- | ------------------------------------------------------------------- | ------------------------------------------------------------------- | ------------------------------------------------------------------- | ------------------------------------------------------------------- | ------------------------------------------------------------------- | ------------------------------------------------------------------- | ------------------------------------------------------------------- |
| 3-6-2017                                                            | Santiago del Cile                                                   | Cile                                                                | 3 – 0                                                               | Burkina Faso                                                        | Amichevole                                                          | -                                                                   | 61’                                                                 |
| 12-11-2021                                                          | Asunción                                                            | Paraguay                                                            | 0 – 1                                                               | Cile                                                                | Qual. Mondiali 2022                                                 | -                                                                   | 85’                                                                 |
| 17-11-2021                                                          | Santiago del Cile                                                   | Cile                                                                | 0 – 2                                                               | Ecuador                                                             | Qual. Mondiali 2022                                                 | -                                                                   | 62’                                                                 |
| 9-12-2021                                                           | Austin                                                              | Messico                                                             | 2 – 2                                                               | Cile                                                                | Amichevole                                                          | -                                                                   | 75’                                                                 |
| 12-12-2021                                                          | Los Angeles                                                         | El Salvador                                                         | 0 – 1                                                               | Cile                                                                | Amichevole                                                          | -                                                                   |                                                                     |
| 28-1-2022                                                           | Calama                                                              | Cile                                                                | 1 – 2                                                               | Argentina                                                           | Qual. Mondiali 2022                                                 | -                                                                   | 45’                                                                 |
| 1-2-2022                                                            | La Paz                                                              | Bolivia                                                             | 2 – 3                                                               | Cile                                                                | Qual. Mondiali 2022                                                 | -                                                                   |                                                                     |
| 25-3-2022                                                           | Rio de Janeiro                                                      | Brasile                                                             | 4 – 0                                                               | Cile                                                                | Qual. Mondiali 2022                                                 | -                                                                   |                                                                     |
| 30-3-2022                                                           | Santiago del Cile                                                   | Cile                                                                | 0 – 2                                                               | Uruguay                                                             | Qual. Mondiali 2022                                                 | -                                                                   |                                                                     |
| 23-9-2022                                                           | Cornellà de Llobregat                                               | Marocco                                                             | 2 – 0                                                               | Cile                                                                | Amichevole                                                          | -                                                                   | 73’                                                                 |
| 27-9-2022                                                           | Vienna                                                              | Qatar                                                               | 2 – 2                                                               | Cile                                                                | Amichevole                                                          | -                                                                   |                                                                     |
| 16-11-2022                                                          | Varsavia                                                            | Polonia                                                             | 1 – 0                                                               | Cile                                                                | Amichevole                                                          | -                                                                   |                                                                     |
| 20-11-2022                                                          | Bratislava                                                          | Slovacchia                                                          | 0 – 0                                                               | Cile                                                                | Amichevole                                                          | -                                                                   |                                                                     |
| 28-3-2023                                                           | Santiago del Cile                                                   | Cile                                                                | 3 – 2                                                               | Paraguay                                                            | Amichevole                                                          | -                                                                   |                                                                     |
| 17-6-2023                                                           | Viña del Mar                                                        | Cile                                                                | 5 – 0                                                               | Rep. Dominicana                                                     | Amichevole                                                          | -                                                                   |                                                                     |
| 21-6-2023                                                           | Santa Cruz de la Sierra                                             | Bolivia                                                             | 0 – 0                                                               | Cile                                                                | Amichevole                                                          | -                                                                   | 90’                                                                 |
| 9-9-2023                                                            | Montevideo                                                          | Uruguay                                                             | 3 – 1                                                               | Cile                                                                | Qual. Mondiali 2026                                                 | -                                                                   |                                                                     |
| 13-9-2023                                                           | Santiago del Cile                                                   | Cile                                                                | 0 – 0                                                               | Colombia                                                            | Qual. Mondiali 2026                                                 | -                                                                   |                                                                     |
| 13-10-2023                                                          | Santiago del Cile                                                   | Cile                                                                | 2 – 0                                                               | Perù                                                                | Qual. Mondiali 2026                                                 | -                                                                   |                                                                     |
| 17-10-2023                                                          | Maturin                                                             | Venezuela                                                           | 3 – 0                                                               | Cile                                                                | Qual. Mondiali 2026                                                 | -                                                                   |                                                                     |
| 17-11-2023                                                          | Santiago del Cile                                                   | Cile                                                                | 0 – 0                                                               | Paraguay                                                            | Qual. Mondiali 2026                                                 | -                                                                   |                                                                     |
| 22-11-2023                                                          | Quito                                                               | Ecuador                                                             | 1 – 0                                                               | Cile                                                                | Qual. Mondiali 2026                                                 | -                                                                   |                                                                     |
| 22-3-2024                                                           | Parma                                                               | Albania                                                             | 0 – 3                                                               | Cile                                                                | Amichevole                                                          | -                                                                   | 53’                                                                 |
| 26-3-2024                                                           | Marsiglia                                                           | Francia                                                             | 3 – 2                                                               | Cile                                                                | Amichevole                                                          | -                                                                   |                                                                     |
| 12-6-2024                                                           | Santiago del Cile                                                   | Cile                                                                | 3 – 0                                                               | Paraguay                                                            | Amichevole                                                          | -                                                                   |                                                                     |
| 22-6-2024                                                           | Arlington                                                           | Perù                                                                | 0 – 0                                                               | Cile                                                                | Coppa America 2024 - 1º turno                                       | -                                                                   |                                                                     |
| 26-6-2024                                                           | East Rutherford                                                     | Cile                                                                | 0 – 1                                                               | Argentina                                                           | Coppa America 2024 - 1º turno                                       | -                                                                   | 55’                                                                 |
| 30-6-2024                                                           | Orlando                                                             | Canada                                                              | 0 – 0                                                               | Cile                                                                | Coppa America 2024 - 1º turno                                       | -                                                                   | 12’, 27’                                                            |
| 10-9-2024                                                           | Santiago del Cile                                                   | Cile                                                                | 1 – 2                                                               | Bolivia                                                             | Qual. Mondiali 2026                                                 | -                                                                   | 90’                                                                 |
| 16-11-2024                                                          | Lima                                                                | Perù                                                                | 0 – 0                                                               | Cile                                                                | Qual. Mondiali 2026                                                 | -                                                                   |                                                                     |
| 20-11-2024                                                          | Santiago del Cile                                                   | Cile                                                                | 4 – 2                                                               | Venezuela                                                           | Qual. Mondiali 2026                                                 | -                                                                   |                                                                     |
| 20-3-2025                                                           | Asunción                                                            | Paraguay                                                            | 1 – 0                                                               | Cile                                                                | Qual. Mondiali 2026                                                 | -                                                                   |                                                                     |
| 25-3-2025                                                           | Santiago del Cile                                                   | Cile                                                                | 0 – 0                                                               | Ecuador                                                             | Qual. Mondiali 2026                                                 | -                                                                   |                                                                     |
| 5-6-2025                                                            | Santiago del Cile                                                   | Cile                                                                | 0 – 1                                                               | Argentina                                                           | Qual. Mondiali 2026                                                 | -                                                                   |                                                                     |
| 10-6-2025                                                           | El Alto                                                             | Bolivia                                                             | 2 – 0                                                               | Cile                                                                | Qual. Mondiali 2026                                                 | -                                                                   |                                                                     |
| Totale                                                              |                                                                     | Presenze                                                            | 35                                                                  |                                                                     | Reti                                                                | 0                                                                   |                                                                     |

## Palmarès

### Competizioni nazionali
- Campionato cileno: 2

Colo-Colo: 2015-2016 (Apertura), 2017 (Transición)
- Copa Chile: 3

Colo-Colo:2016, 2019, 2021
- Supercopa de Chile: 3

Colo-Colo: 2017, 2018, 2022
- Coppa di Francia: 1

Tolosa: 2022-2023